# Ante Stamać
Ante Stamać (Molat, 1939. október 9. – Zágráb, 2016. november 30.) horvát költő és akadémikus, irodalomelméleti szakember, egyetemi tanár, esszéíró és műfordító volt.

## Élete és pályafutása
1939. október 9-én született Molat szigetén értelmiségi családban. Apja, Viktor Stamać francia és latin, anyja, Miroslava pedig angol és német szakos tanár volt. Mivel a szülők tanári állásuk miatt többször költöztek, a kis Ante gyermekkora Dubrovnikban, Kőrösön, Daruváron, Molaton és Zárában telt. Zárában és Zágrábban járt gimnáziumba és zenei középiskolába (főtárgya a hegedű volt). 1957-ben kizárták az egykori JMSZ állam összes iskolájából, és egy csoport zárai középiskolás diákkal együtt hét hónap börtönbüntetésre ítélték, melyet Goli otokon töltött le. 1958-ban és 1959-ben a gimnázium hetedik és nyolcadik osztályát magánúton végezte. 1963-ban végzett a Zágrábi Egyetem Filozófiai Karán összehasonlító irodalom és angol szakon, majd 1970-ben Tin Ujevićről készített összehasonlító munkával ugyanezen a karon szerzett mesterfokozatot, 1978-ban pedig metaforaelméletből doktorált. 1963 és 1969 között Ljubljanában zenetudományt és művészettörténetet, Bécsben pedig filozófiát és germanisztikát tanult. Az 1963-as diploma megszerzése után a Horvát Nemzeti Színház Operaházában hegedűművészként, illetve a Diákközpont Zenei Szalonjának zenei szerkesztőjeként dolgozott, melynek alapítója is volt. 1971-ben a Zágrábi Egyetem Filozófiai Karának Irodalomelméleti Tanszékének és Horváttudományi Tanszékének tudományos tanszékvezető helyettesévé választották, ahol nyugdíjazásáig, 2003. december 30-ig dolgozott. Mindig büszkén emelte ki, hogy tanára és barátja, a karizmatikus költő, Jure Kaštelan helyettese és utódja volt.
1978-tól egyetemi adjunktus, majd egyetemi docens és ugyanennek a tanszéknek a vezetője, 1989-ben pedig egyetemi rendes tanárrá választották. 2004-ben vonult nyugdíjba tudományos tanácsadóként és professzorként. 2002-től a Horvát Tudományos és Művészeti Akadémia (HAZU) rendes tagja. 2004 és 2014 között a HAZU Irodalmi Osztályának titkári posztját töltötte be, valamint tagja volt a HAZU elnökségének. A Matica hrvatska aktív tagja, az Irodalmi Osztály irodalmi titkára és a Matica hrvatska alelnöke (2010-2014) volt. 1969-ben a bécsi Herder Alapítvány ösztöndíjasa (Marijan Matković akadémikus javaslatára), 1977/78-ban a híres Humboldt Alapítvány ösztöndíjasaként az akkori Nyugat-Berlinben és Göttingenben tanult. Mentorai a híres német költő és irodalomteoretikus, Walter Höllerer, valamint a kiváló szlávista és komparatista, ma a HAZU levelező tagja, Reinhard Lauer voltak. Stamać akadémikus 1989-ben és 1990-ben vendégprofesszor volt az Oldenburgi Egyetemen. Számos előadást tartott német egyetemeken, egyetemi és irodalmi oktatóként számos más európai országban, köztük az USA-ban is megfordult. Két alkalommal volt a Horvát Filológiai Társaság elnöke (1981-1984 és 1991-1992), a Horvát Írószövetség elnöke (1995-1999). Szerkesztője volt a "Razlog" (1966-1968), a "Telegram" (1968-1971), a "Most" (1972-1977), a "Croatica" (1989-2001), az "Umjetnost riječi" (1981 – ), és a "Republika" (2002 – 2016) folyóiratoknak. A Horvát Írószövetségben Zágrábi Irodalmi Beszélgetések vezetője, és a Matica hrvatska Stoljeća hrvatske književnosti (A horvát irodalom évszázadai) szerkesztőbizottságának vezetője (2010–2016) volt.

## Irodalmi tevékenysége
Verseket, esszéket írt, köteteket állított össze és német klasszikusokat (Goethe, Nietzsche, Rilke, Hoffmanstahl és másokat) fordított. Írt olyan irodalomtudományi műveket is, amelyek jelentősen hozzájárultak a horvát irodalomtudomány kialakulásához (Hocke, Friedrich, Jakobson, Huizinga, Halle, Nietzsche, Noth, Hjelmslev, Steiger és mások). Egyik beszédében kiemelte, hogy irodalmi munkásságára Šime Dunatov, Marijan Matković és Jure Kaštelan hatott. Macedón dalokat is fordított horvátra. Emellett lefordította Konstantin Miladinov macedón költő néhány versét is.

## Főbb művei

### Költemények
- Rasap, 1962.
- Sa svijetom jedno, 1965.
- Doba prisjećanja, 1968.
- Smjer, 1968.
- Dešifriranje vage, 1972.
- Odronske poredbe, 1982.
- Žalostinke, 1991.
- Crnerupe, mračni soneti, 1995.
- Izabrane pjesme, 1997.
- Zvonki moteti, 2004.
- Molat, 2006.
- "Vrijeme, vrijeme", 2007.
- Your and My Signs, 2008.